# Georg Andreas Gabler
Georg Andreas Gabler, född den 30 juli 1786 i Altdorf bei Nürnberg, död den 13 september 1853 i Teplitz, var en tysk filosof, son till Johann Philipp Gabler, lärjunge till Friedrich Hegel. 
Gabler tillhörde, tillsammans med bland andra Göschel, Hinrichs och Schaller, den "högerheglianska", eller ortodoxa, riktningen inom hegelianismen. Han sökte bland annat uppvisa den hegelska filosofins överensstämmelse med de kristna dogmerna. År 1835 kom Gabler att bli innehavare av samma professur vid Berlins universitet som Hegel tidigare hade innehaft. Hans Lehrbuch der philosophischen Propädeutik (1827) utkom 1901 i 2:a upplagan.